# Pierwsza Kolej Transkontynentalna

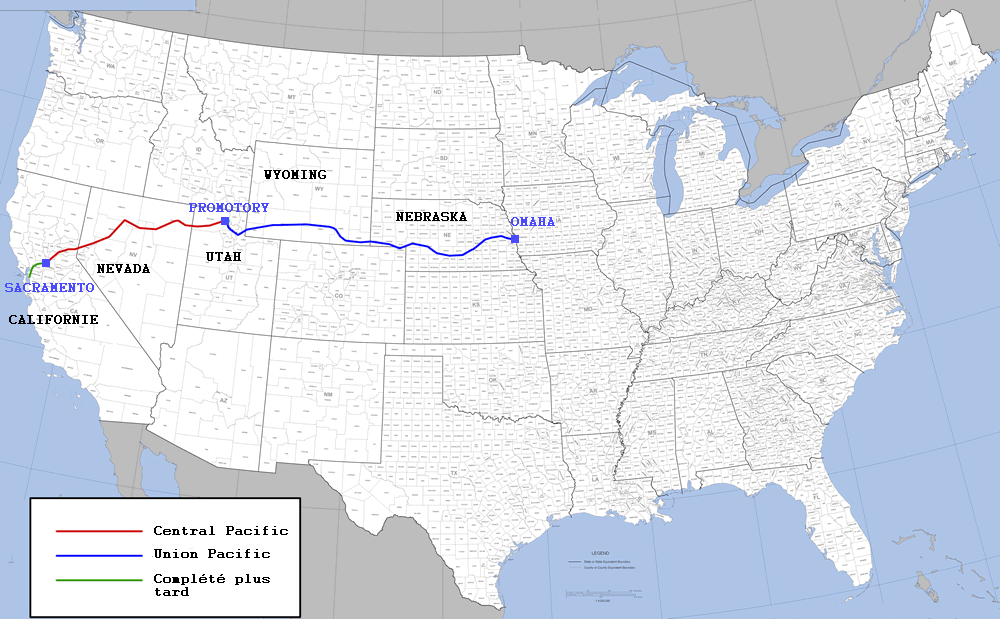
Mapa First Transcontinental Railroad

Pierwsza Kolej Transkontynentalna w Ameryce Północnej (ang. First Transcontinental Railroad) – wybudowana w latach 60. XIX wieku linia kolejowa, łącząca sieć kolejową we wschodnich Stanach Zjednoczonych z Kalifornią i wybrzeżem Oceanu Spokojnego.
Ukończona 10 maja 1869 roku linia pozwoliła na zastąpienie karawan osadników nowocześniejszym środkiem transportu, przyczyniając się do gwałtownego wzrostu liczby mieszkańców zachodu Stanów Zjednoczonych i szybkiego rozwoju amerykańskiej gospodarki. Podróż ze wschodniego wybrzeża na zachodnie, która przed budową linii kolejowej kosztowała prawie 1000 dolarów, po jej ukończeniu staniała do 150.

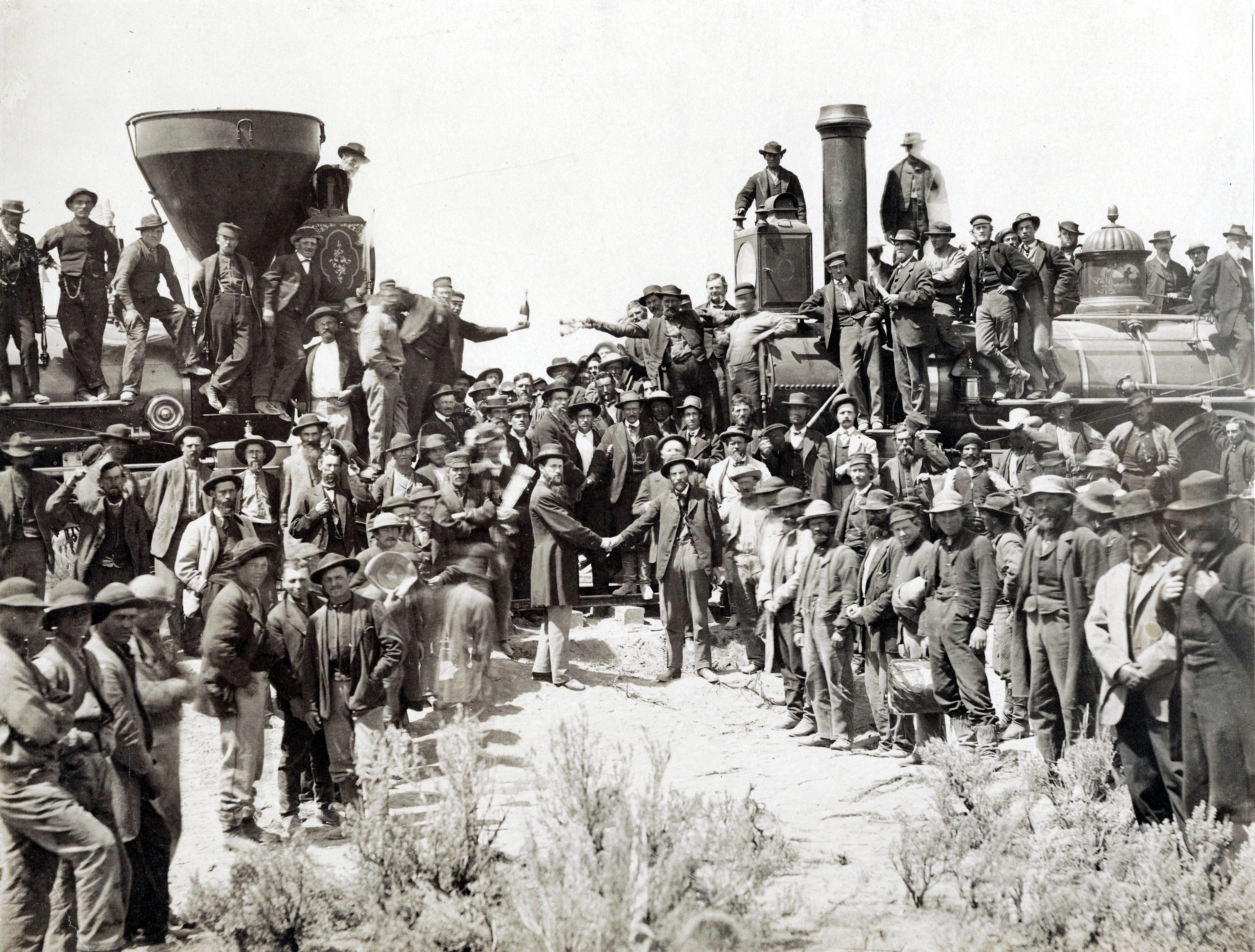
Ceremonia połączenia linii w Promontory Summit, Utah, 10 maja 1869

Linia powstała przez połączenie pierwotnie konkurencyjnych przedsięwzięć prowadzonych przez Central Pacific Railroad i Union Pacific Railroad.
Obsługę linii zapewniały parowozy Jupiter.